# Задња средња линија
Задња средња линија (лат. Linea mediana posterior) једна је од оријентационих линија у анатомији на задњој страни тела која служи за ближе одређивање положаја појединих органа на телу.

## Анатомија
Задња средња линија је вертикална линија која спаја врхове трнастих наставака кичмених пршљенова (лат. processus spinosus vertebrae).